# 2015 ve filmu
Toto je seznam filmů, jejichž premiéra se uskutečnila v roce 2015.

## České filmy
- Adéla ještě nevečeřela, obnovená premiéra (režie: Oldřich Lipský)
- Aferim! (rumunsko-bulharsko-český film, režie: Radu Jude)
- Aldabra: Byl jednou jeden ostrov (režie: Steve Lichtag)
- Amerika (dokumentární film, režie: Jan Foukal)
- Andílek na nervy (režie: Juraj Šajmovič)
- Babovřesky 3 (režie: Zdeněk Troška)
- Boží mlýny (dokumentární film, režie: Josef Císařovský)
- Burácení (česko-americký film, režie: Adolf Zika)
- Celebrity s.r.o. (režie: Miloslav Šmídmajer)
- Cesta do Říma (česko-polský film, režie: Tomasz Mielnik)
- Cesta vzhůru (dokumentární film, režie: David Čálek)
- Češi proti Čechům (dokumentární film, režie: Tomáš Kratochvíl)
- David (režie: Jan Těšitel)
- Dítě číslo 44 (americko-česko-britsko-rumunský film, režie: Daniel Espinosa)
- Domácí péče (režie: Slávek Horák)
- Evangelium podle Brabence (dokumentární film, režie: Miroslav Janek)
- Filmová lázeň (dokumentární film, režie: Miroslav Janek)
- Filmový dobrodruh Karel Zeman (dokumentární česko-kanadský film, režie: Tomáš Hodan)
- Fotograf (režie: Irena Pavlásková)
- Gangster Ka (režie: Jan Pachl)
- Gangster Ka: Afričan (režie: Jan Pachl)
- Ghoul (česko-ukrajinský film, režie: Petr Jákl)
- Kobry a užovky (režie: Jan Prušinovský)
- Koudelka fotografuje Svatou zemi (dokumentární německo-český film, režie: Gilad Baram)
- Koza (slovensko-český film, režie: Ivan Ostrochovský)
- Laputa (režie: Jakub Šmíd)
- Lovci a oběti (režie: Marcus Benois Tran)
- Malá z rybárny (loutkový film, režie: Jan Balej)
- Mallory (dokumentární film, režie: Helena Třeštíková)
- Malý pán (česko-slovenský loutkový film, režie: Radek Beran)
- Mánes na vodě (dokumentární film, režie: Vladimír Škultéty)
- Marguerite (francouzsko-česko-belgický film, režie: Xavier Giannoli)
- Nekonečný příběh Posledního z Aporveru (dokumentární film, režie: Ana Prodanova, Martin Dostál)
- Nenasytná Tiffany (režie: Andy Fehu)
- Noc bezMoci (makedonsko-slovinsko-český film, režie: Ivo Trajkov)
- Obyčejný člověk (íránsko-český film, režie: Majid Barzegar)
- Očima fotografky (česko-slovenský dokumentární film, režie: Matej Mináč)
- Opuštěný vesmír (dokumentární film, režie: Peter Hledík)
- Padesátka (režie: Vojtěch Kotek)
- Prach (režie: Vít Zapletal)
- Rodinný film (režie: Olmo Omerzu)
- Rosa & Dara a jejich velká dobrodružství (animované pásmo filmů, režie: Martin Duda)
- RYTMUS sídliskový sen (slovensko-český dokumentární film, režie: Miro Drobný)
- Sedmero krkavců (česko-slovenský film, režie: Alice Nellis)
- Schmitke (česko-německý film, režie: Štěpán Altrichter)
- Stále spolu (dokumentární film, režie: Eva Tomanová)
- Svatý Mikuláš (režie: Petr Smazal)
- Takovej barevnej vocas letící komety (dokumentární film, režie: Václav Kučera)
- Tři oříšky pro Popelku, obnovená premiéra (režie: Václav Vorlíček)
- Vánoční Kameňák (režie: F. A. Brabec)
- Vybíjená (režie: Petr Nikolaev)
- Vynález zkázy, obnovená premiéra (režie: Karel Zeman)
- Wilsonov (česko-slovenský film, režie: Tomáš Mašín)
- Zero (maďarsko-česko-německý film, režie: Gyula Nemes)
- Zpověď zapomenutého (česko-francouzský dokumentární film, režie: Petr Václav)
- Ztraceni v Mnichově (režie: Petr Zelenka)
- Život je život (režie: Milan Cieslar)

## Zahraniční filmy (výběr)
- 21. října – Marty McFly cestuje do budoucnosti ve filmu Návrat do budoucnosti II.

- American Ultra
- Avengers: Age of Ultron
- Ant-Man
- Boj o přežití
- Daleko od hlučícího davu
- Drown
- Everest
- Hodný dinosaurus
- Hotel Transylvania 2
- Hunger Games: Síla vzdoru 2. část
- Jen my víme kde
- Krycí jméno U.N.C.L.E.
- Labyrint: Zkoušky ohněm
- Ladíme 2
- Marťan
- Méďa 2
- Mimoni
- Mládí
- Most špionů
- Muž na laně
- Osm hrozných
- Paddington
- Padesát odstínů šedi
- Papírová města
- Popelka
- Rezistence
- Ronaldo
- Room
- Rychle a zběsile 7
- Spectre
- SpongeBob ve filmu: Houba na suchu
- Star Wars: Síla se probouzí
- Stážista
- Stonewall
- Šílený Max: Zběsilá cesta
- Terminátor Genisys
- Un moment d'égarement
- V hlavě
- Ve stínu žen
- Věčně mladá
- We Are Your Friends
- Revenant Zmrtvýchvstání

## Ocenění a festivaly
Ceny udělované za počiny v roce 2015.
- 88. ročník udílení Oscarů, nejlepší film: Spotlight – 28. února
- 73. ročník udílení Zlatých glóbů, nejlepší film: Revenant Zmrtvýchvstání – 10. ledna 2016
- Český lev 2015, nejlepší film: Kobry a užovky – 5. března 2016
- MFFKV: Křišťálový glóbus – Bob a stromy
- FF v Cannes: Zlatá palma – Dheepan

## Nejvýdělečnější filmy
Tabulka uvádí deset nejvýdělečnějších filmů, jejichž premiéra proběhla v roce 2015. Částky jsou uváděny v amerických dolarech.
| Top 10 nejvýdělečnějších filmů 2015 | Top 10 nejvýdělečnějších filmů 2015 | Top 10 nejvýdělečnějších filmů 2015 | Top 10 nejvýdělečnějších filmů 2015 | Top 10 nejvýdělečnějších filmů 2015 |
| Pořadí                              | Název filmu                         | Studio                              | Rozpočet $                          | Celosvětové tržby $                 |
| ----------------------------------- | ----------------------------------- | ----------------------------------- | ----------------------------------- | ----------------------------------- |
| 1.                                  | Star Wars: Síla se probouzí         | Lucasfilm                           | 200 000 000                         | 2 068 000 000                       |
| 2.                                  | Jurský svět                         | Universal Studios                   | 150 000 000                         | 1 668 984 926                       |
| 3.                                  | Rychle a zběsile 7                  | Universal Studios                   | 190 000 000                         | 1 516 726 205                       |
| 4.                                  | Avengers: Age of Ultron             | Marvel Studios                      | 279 900 000                         | 1 405 805 868                       |
| 5.                                  | Mimoni                              | Illumination Entertainment          | 74 000 000                          | 1 159 132 970                       |
| 6.                                  | Spectre                             | MGM / Columbia Pictures             | 300 000 000                         | 880 101 529                         |
| 7.                                  | V hlavě                             | Walt Disney / Pixar                 | 175 000 000                         | 857 130 132                         |
| 8.                                  | Mission Impossible – Národ grázlů   | Paramount Pictures                  | 150 000 000                         | 682 330 132                         |
| 9.                                  | Hunger Games: Síla vzdoru 2. část   | Lionsgate Films                     | 160 000 000                         | 653 820 222                         |
| 10.                                 | Marťan                              | 20th Century Fox                    | 108 000 000                         | 630 000 000                         |

### Česko
Následující seznam řadí filmy podle návštěvnosti v českých kinech v roce 2015. Tržby a návštěvnost jsou uvedeny pouze za rok 2015.
| Pořadí | Titul                       | Česká premiéra    | Diváků  | Tržby (Kč)  |
| ------ | --------------------------- | ----------------- | ------- | ----------- |
| 1.     | Mimoni                      | 25. června 2015   | 830 984 | 109 864 017 |
| 2.     | Padesát odstínů šedi        | 12. února 2015    | 557 291 | 78 299 967  |
| 3.     | Star Wars: Síla se probouzí | 17. prosince 2015 | 478 261 | 75 471 857  |
| 4.     | Spectre                     | 5. listopadu 2015 | 420 420 | 59 870 212  |
| 5.     | Hotel Transylvánie 2        | 24. září 2015     | 344 981 | 45 056 276  |
| 6.     | Jurský svět                 | 11. června 2015   | 344 871 | 50 740 926  |
| 7.     | Avengers: Age of Ultron     | 30. dubna 2015    | 338 170 | 75 471 857  |
| 8.     | Rychle a zběsile 7          | 2. dubna 2015     | 309 864 | 40 526 558  |
| 9.     | V hlavě                     | 23. července 2015 | 294 883 | 37 138 758  |
| 10.    | Marťan                      | 1. října 2015     | 289 146 | 43 211 475  |